# Чевакинський Савва Іванович
Чевакинський Савва Іванович (1713, с. Вешки, поблизу Торжка, Тверської губернії — між 1774 і 1780) — російський архітектор часів імператриці Єлизавети Петрівни. Представник російського бароко середини 18 століття.

## Біографія
Син дворянина, народився в 1713 році у Тверській губернії. В 1729 році був зарахований в учні Морської академії, через три роки Чевакинський був переведений у клас цивільної архітектури. Навчався (1732–1738) у І. Коробова. Сильний вплив на нього здійснив Растреллі.
З 1732 року служив у відомстві адміралтейства-колегії, займаючись за її дорученням різними будівлями. У 1741–1767 роках був головним архітектором Адміралтейств-колегії. Викладав в Академії Мистецтв. У 1762 року підвищений у полковники і в 1767 році вийшов у відставку з званням обер-інтенданта.
Коли і де він помер — невідомо.

## Вибрані твори
Брав участь в будівництві палацово-паркового комплексу в Царському Селі; палаци П. Б. Шереметева на Фонтанке (1750—1755) і І. І. Шувалова (1753—55), Нікольський морський собор (1753—62), перебудова Кунсткамери (1754—58), склади на острові Нова Голландія (1765) в Санкт-Петербурге. Чевакинський запропонував новаторську ідею сушіння лісу не в штабелях, а сторч, що надало можливість збільшити місткість складських приміщень і уникнути гниття дерева. Будівлі були побудовані з червоної цегли і позбавлені звичайної для того часу штукатурної обробки.

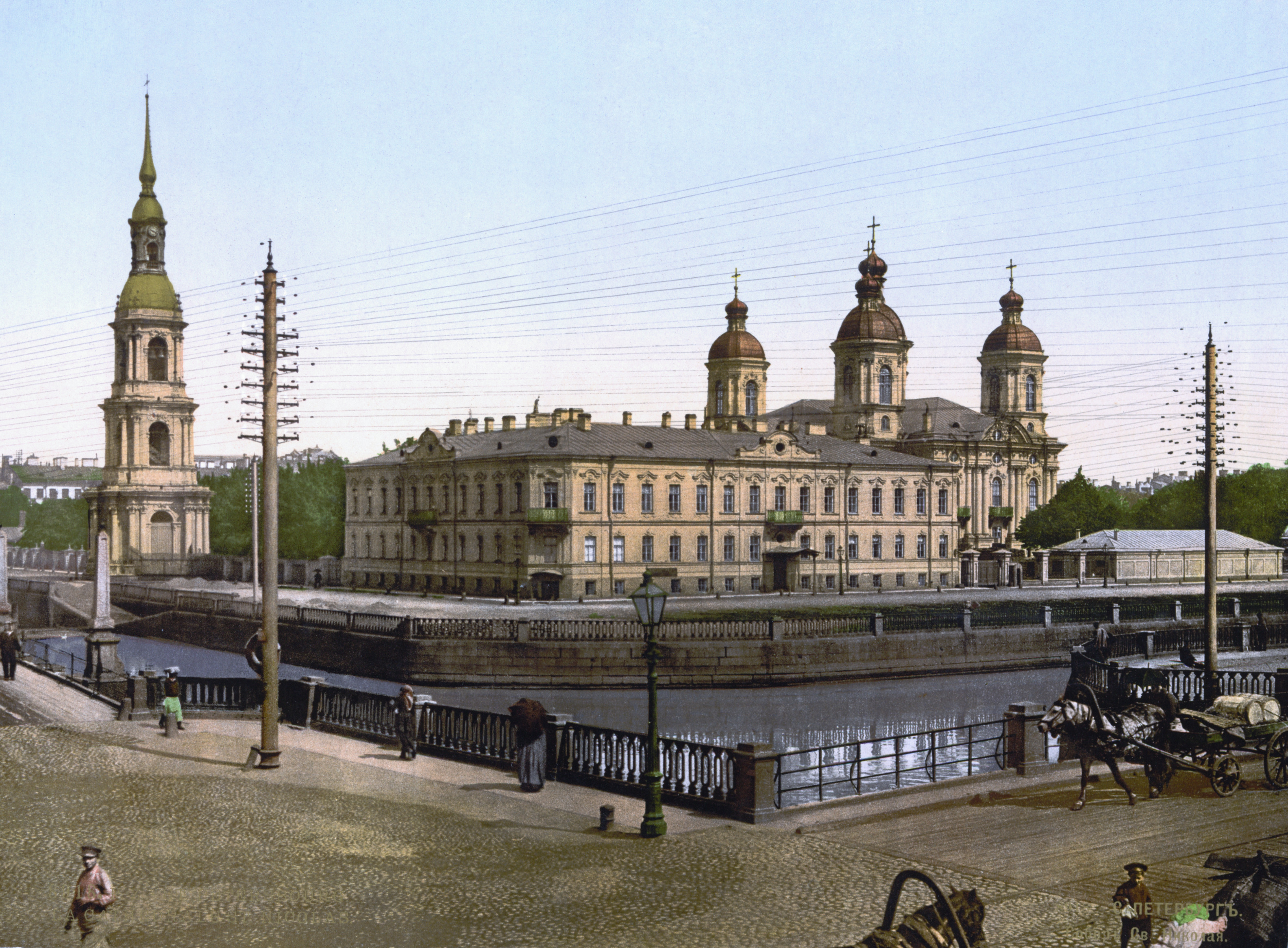
Нікольський морський собор, фотолітографія 1890-х років
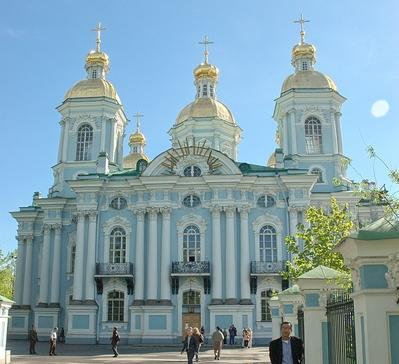
Нікольський морський собор
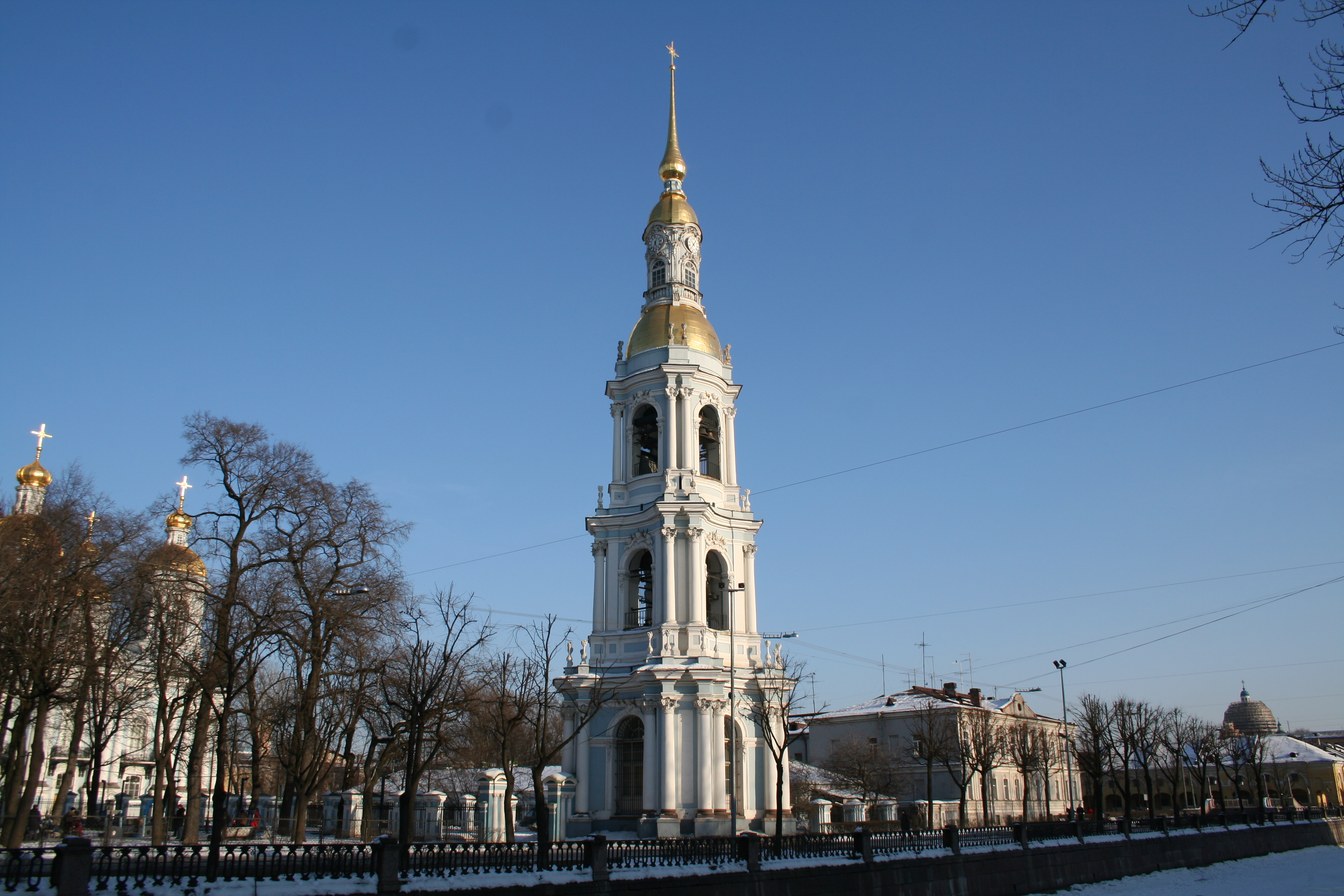
Дзвіниця Нікольського морського собору

## Учні
У числі учнів Чевакинського — Баженов Василь Іванович, Старов Іван Єгорович.